# Primitius flamencs

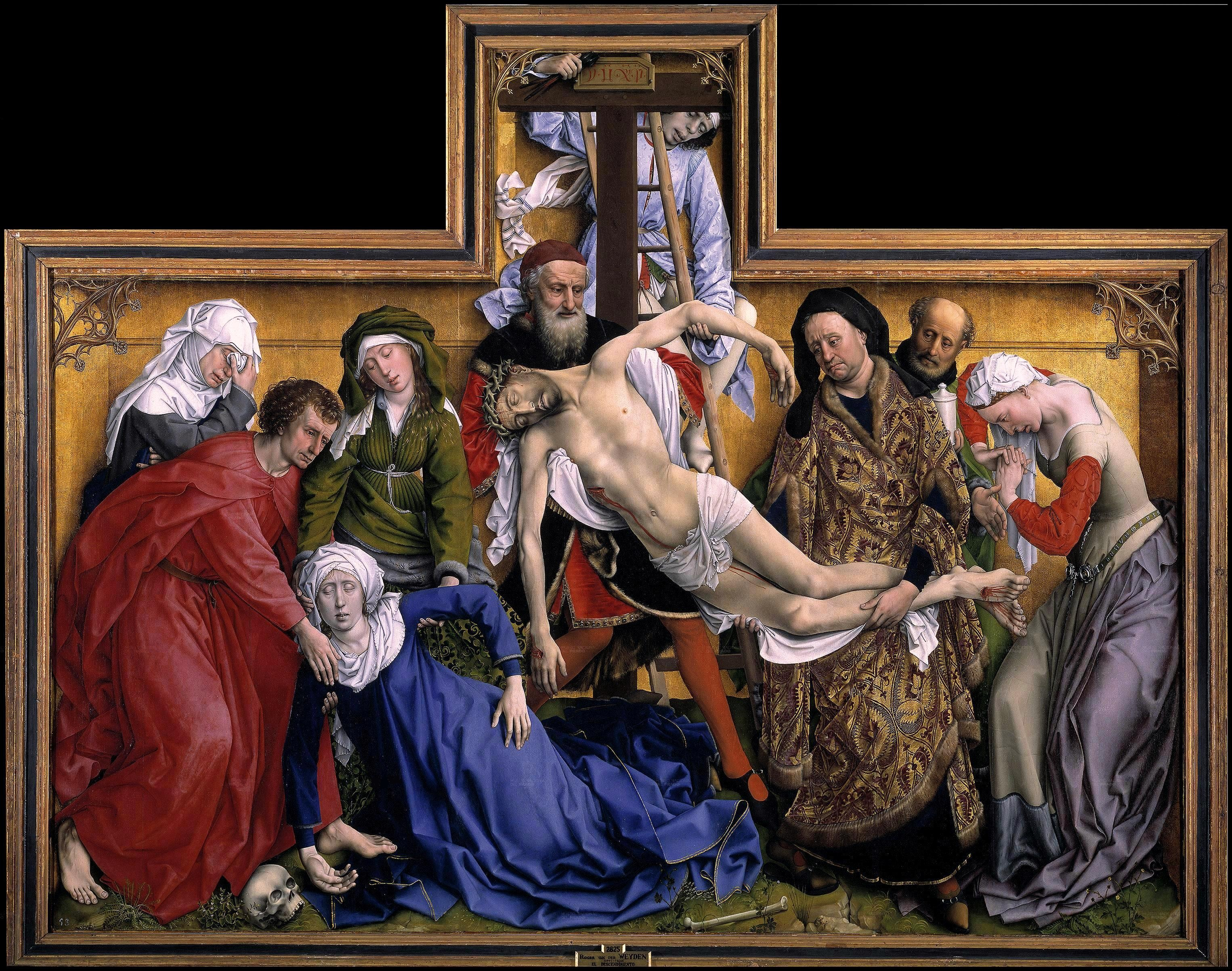
El davallament de la Creu. Rogier van der Weyden (pintor)

La pintura flamenca tradicionalment conegut com els Primitius flamencs, fa referència al treball d'artistes actius als Països Baixos de Borgonya i dels Habsburg durant el període del Renaixement del Nord dels segles XV i XVI.
Es va desenvolupar especialment a les ciutats de Bruges, Gant, Mechelen, Lovaina, Tournai i Brussel·les, totes a l'actual Bèlgica. El període comença aproximadament amb Robert Campin i Jan van Eyck a la dècada de 1420 i dura almenys fins a la mort de Gerard David el 1523. El final d'aquest període no és unànime entre els historiadors de l'art: molts consideren que dura fins a la mort de Pieter Brueghel el Vell l'any 1569, o fins a la revolta dels captaires de 1566, o fins i tot fins a principis del segle XVII. Aquest període correspon al del Renaixement italià, però es veu com una cultura artística independent de l'humanisme que caracteritza els desenvolupaments al centre d'Itàlia.

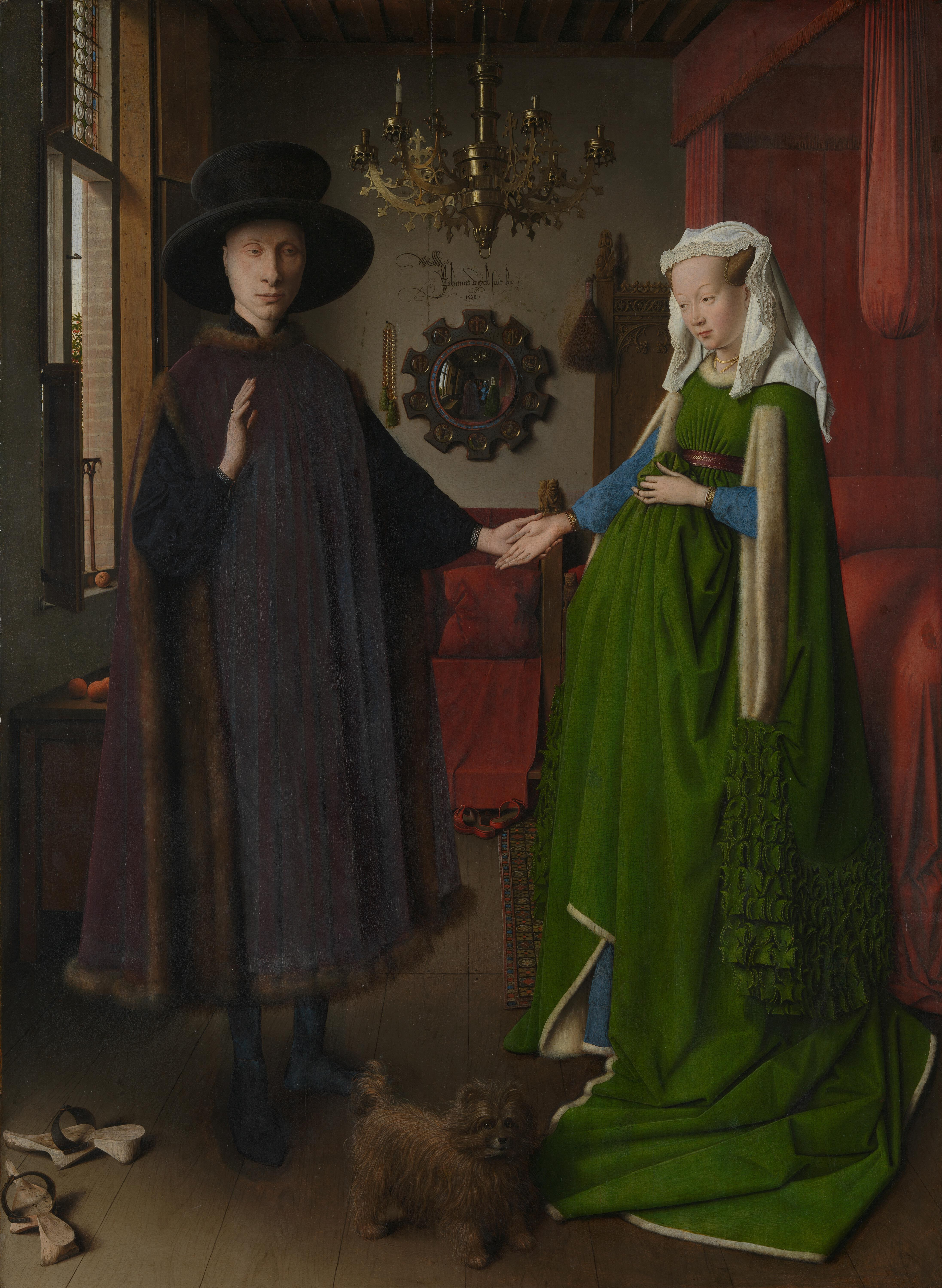
El matrimoni Arnolfini

S'inscriu dins del Renaixement europeu del segle xv i el segle xvi, que es va desenvolupar amb certa independència del Renaixement italià, encara que va acabar notant la seva influència. La seva concepció medieval de l'artista com a artesà va evitar que molts d'aquests pintors fossin reconeguts, ja que bastants no signaven les obres fins avançat el segle xvi. Tampoc es van lliurar massa a la reflexió sobre el seu art, per la qual cosa són escasses les biografies i els tractats sobre les seves tècniques, encara que algun ens n'ha arribat.

## Context històric i geogràfic
El terme "art neerlandès primerenc" s'aplica àmpliament als pintors actius durant els segles XV i XVI a les zones del nord d'Europa controlades pels ducs de Borgonya i posteriorment la dinastia dels Habsburg. Aquests artistes es van convertir en un dels primers impulsors del Renaixement del Nord i de l'allunyament de l'estil gòtic. En aquest context polític i històric artístic, el nord segueix les terres de Borgonya que es trobaven a cavall de zones que abasten parts de la França moderna, Alemanya, Bèlgica i els Països Baixos.
Els artistes holandesos han estat coneguts per una varietat de termes. "Gòtic tardà" és una designació primerenca que emfatitza la continuïtat amb l'art de l'Edat Mitjana. A principis del segle xx, els artistes es coneixien en anglès de diverses maneres com l'escola de Gant-Bruges o l'escola holandesa antiga. Primitius flamencs és un terme històric de l'art tradicional manllevat dels francesos primitifs flamands que es va fer popular després de la famosa exposició a Bruges el 1902 i es manté en ús avui en dia, especialment en holandès i alemany. En aquest context, "primitiu" no es refereix a una falta de sofisticació percebuda, sinó que identifica els artistes com a creadors d'una nova tradició en la pintura. Erwin Panofsky va preferir el terme Ars nova ("art nou"), que vinculava el moviment amb compositors de música innovadors com Guillaume Dufay i Gilles Binchois, que eren afavorits per la cort borgonya per sobre dels artistes vinculats a la fastuosa cort francesa. Quan els ducs borgonyons van establir centres de poder als Països Baixos, van portar amb ells una visió més cosmopolita. Segons Otto Pächt, un canvi simultani en l'art va començar entre 1406 i 1420 quan es va produir una "revolució en la pintura"; va sorgir una "nova bellesa" en l'art, que representava el món visible més que no pas el món metafísic.
Amb freqüència ens referim a aquesta pintura amb l'expressió "primitius flamencs", donant a entendre que es tracta d'un art que no ha arribat a la plenitud, que és maldestre, ingenu, etc. Aquest terme va sorgir quan es va prendre com a punt de referència l'art del Renaixement, i es prenia l'edat mitjana com una època de tenebres.
La visió actual d'aquest període ha variat molt; quan neix aquesta escola, la pintura dels Països Baixos disposa d'una llarga història, amb moments excel·lents com el romànic i el gòtic internacional. D'altra banda, tot i que s'anomena "flamenc", Flandes només constitueix una part dels Països Baixos. Per tant, seria just rebatejar aquest art com el propi dels Països Baixos.
Des de 1380 aproximadament, a causa de la Guerra dels Cent Anys, París va deixar de ser la capital artística que havia estat fins aleshores. Així que els qui abans emigraven, ara es queden i treballen per a la burgesia de les ciutats o els grans comerciants europeus, sobretot italians i espanyols, que apreciaven cada vegada més el seu art. Durant el segle xv es donaran unes circumstàncies favorables que col·laboraran en la creació d'una important escola de pintura en aquesta zona d'Europa. En aquesta època les ciutats més destacades d'aquest territori eren Gant, Brugge i Ieper, ja que formaven enclavaments entre les xarxes comercials que unien el nord europeu amb la resta de l'Occident conegut. Aquesta regió formava l'anomenat ducat de Borgonya, els governants del qual, els ducs, havien estat mecenes de l'art gòtic. Tenia una gran densitat de població, de les més altes d'Europa, amb una concentració urbana també superior a la mitjana europea, i n'eren diverses les ciutats destacades, riques, amb comerciants importants i nombrosos artesans.
En el canvi del segle xv al segle xvi els artistes ja començaven a percebre els ressons del Renaixement italià. El 1477 el ducat de Borgonya, amb una gran rellevància econòmica, va passar a la corona austríaca dels Habsburg, que tenien una branca espanyola des de l'època de Carles I, la dinastia dels Àustries fet que va determinar que l'art espanyol del Renaixement i el barroc estigués íntimament relacionat amb el flamenc. La pintura neerlandesa primitiva coincideix amb el Quattrocento i Cinquecento, però és una evolució artística independent, separada de l'humanisme renaixentista que va caracteritzar els desenvolupaments a Itàlia. A partir de la dècada del 1490, a mesura que un nombre creixent de pintors holandesos i d'altres pintors del nord viatjaven a Itàlia, els ideals renaixentistes i els estils de pintura es van incorporar a la pintura del nord. Com a resultat, els primers pintors holandesos sovint es classifiquen com a pertanyents tant al Renaixement del Nord com al gòtic tardà. Malgrat la progressiva acceptació del Renaixement, els artistes van seguir sent fidels a la pròpia i rica tradició, ja que es tractava de quelcom encara viu i amb capacitat de creació. Molts no van renunciar al bon ofici, al gust pel detall, al realisme en els retrats o al paisatge, que es constitueix en protagonista de les seves obres en moltes ocasions.
En aquell moment va ser quan a Tournai va residir Robert Campin i gairebé al mateix temps, a Gant, Hubert van Eyck. Poc després, va aparèixer Jan van Eyck, germà de l'anterior i més jove que ell. Van ser, segurament, els qui van revolucionar la pintura, perfeccionant l'ús de l'oli amb importants conseqüències sobre el resultat final, usant colors de gran qualitat, obtenint extraordinaris efectes amb les veladures, etc.

## Tècnica
La pintura flamenca dels segles XV i XVI encara conservava trets d'estil gòtic, tècnics, com l'ús de la taula en lloc del llenç, i temàtics, sobretot religiosos i espirituals. No obstant això, la seva habilitat detallista i interessos els van impulsar a investigar i a descobrir de manera empírica la perspectiva, a perfeccionar la tècnica del retrat, al qual van dotar de gran profunditat psicològica, i a reivindicar el paisatge com a tema pictòric. L'estil de la pintura va sorgir directament de la pintura medieval al tremp, sobre panells i manuscrits il·luminats, i altres formes com els vitralls; la pintura al fresc era menys comú al nord d'Europa. El mitjà utilitzat va ser la pintura a l'oli, que s'havia utilitzat durant molt de temps per pintar escuts i accessoris cerimonials de cuir perquè era flexible i relativament duradora. Les primeres pintures a l'oli holandeses són meticuloses i detallades com les pintures al tremp. El material es va prestar a la representació de variacions tonals i textura, facilitant així l'observació de la natura amb gran detall.
Els pintors holandesos no van abordar la creació d'un quadre a través d'un marc de perspectiva lineal i proporció correcta. Mantenien una visió medieval de proporció jeràrquica i simbolisme religiós, alhora que es delectaven amb un tractament realista dels elements materials, tant naturals com artificials. Jan i Hubert van Eyck van pintar L'adoració de l'Anyell Místic. És probable que Antonello da Messina es familiaritzés amb l'obra de Van Eyck mentre estava a Nàpols o Sicília. L'any 1475, el Retaule de Portinari d'Hugo van der Goes va arribar a Florència, on va tenir una profunda influència en molts pintors, el primer Domenico Ghirlandaio, que va pintar un retaule imitant els seus elements.

## Els primitius flamencs
Els pares fundadors
- Hubert i Jan van Eyck

El jardí de les delícies El jardí de les delícies de Hieronymus Bosch

- Robert Campin, el mestre de Flémalle
- Roger van der Weyden
- Petrus Christus

Destacats deixebles
- Dirk Bouts
- Just de Gant
- Hug van der Goes
- Hieronymus Bosch
- Hans Memling
- Quentin Massys

Mestres menors
- Gerard David
- Jacques Daret
- Jan Gossaert
- Jean Bondol
- Agnes van den Bossche